# Agrothereutes montanus
Agrothereutes montanus är en stekelart som beskrevs av Henry Keith Townes, Jr. 1962. Agrothereutes montanus ingår i släktet Agrothereutes och familjen brokparasitsteklar. Inga underarter finns listade i Catalogue of Life.